# Amphinemura nepalensis
Amphinemura nepalensis är en bäcksländeart som beskrevs av Harper 1975. Amphinemura nepalensis ingår i släktet Amphinemura och familjen kryssbäcksländor. Inga underarter finns listade i Catalogue of Life.